# Piotr Gąsowski
Piotr Gąsowski, né à Mielec (Pologne) le 16 avril 1964, est un acteur et présentateur polonais.

## Biographie
Piotr Gąsowski est apparu dans la série télévisée Aby do świtu... en 1992.

### Vie privée
Piotr Gąsowski est en couple avec la danseuse Anna Głogowska (pl) avec qui il a une fille, Julia (née en juin 2007). Auparavant, il a vécu avec l'actrice Hanna Śleszyńska (en) dont il a un fils, James (né en 1995).

## Filmographie partielle

### Au cinéma
- 1989 : Wir bleiben treu (de)
- 1991 : Rozmowy kontrolowane (Conversations contrôlées) de Sylwester Chęciński  : l'homme qui change une roue dans la Fiat 126 (non crédité)
- 1992 : Koniec gry
- 1992 : L'Anneau de crin (Pierscionek z orlem w koronie) :
- 1993 : Balanga (pl)  : le chauffeur de taxi
- 1994 : Miasto prywatne (pl)  :
- 1994 : Molba o proshchenii :
- 1995 : Nic śmiesznego (pl)  : équipe du film
- 1996 : Przygody Joanny (pl)  :
- 1998 : Billboard (pl)  : l'homme gros
- 1998 : Feuerreiter (cy) : Bürger
- 1998 : Złoto dezerterów (pl) : Silberman
- 1999 : Odlotowe wakacje (pl)  : professeur Damrot
- 1999 : Pan Tadeusz : Quand Napoléon traversait le Niémen d'Andrzej Wajda : Rejent
- 2000 : The Tale of Mrs. Doughnut : Dyrektor  (court-métrage)
- 2001 : Station (pl)  : Zupa
- 2001 : Przedwiośnie (pl) : Priest Nastek
- 2002 : Tytus, Romek i A’Tomek wśród złodziei marzeń (pl)  : ATomek
- 2009 : Zamiana (pl)  : président
- 2010 : Belcanto (pl)  : Orlow
- 2013 : The Vulture : Malinka
- 2015 : Under Electric Clouds (Pod elektricheskimi oblakami) d'Alexeï Guerman Jr : oncle Borya

### À la télévision

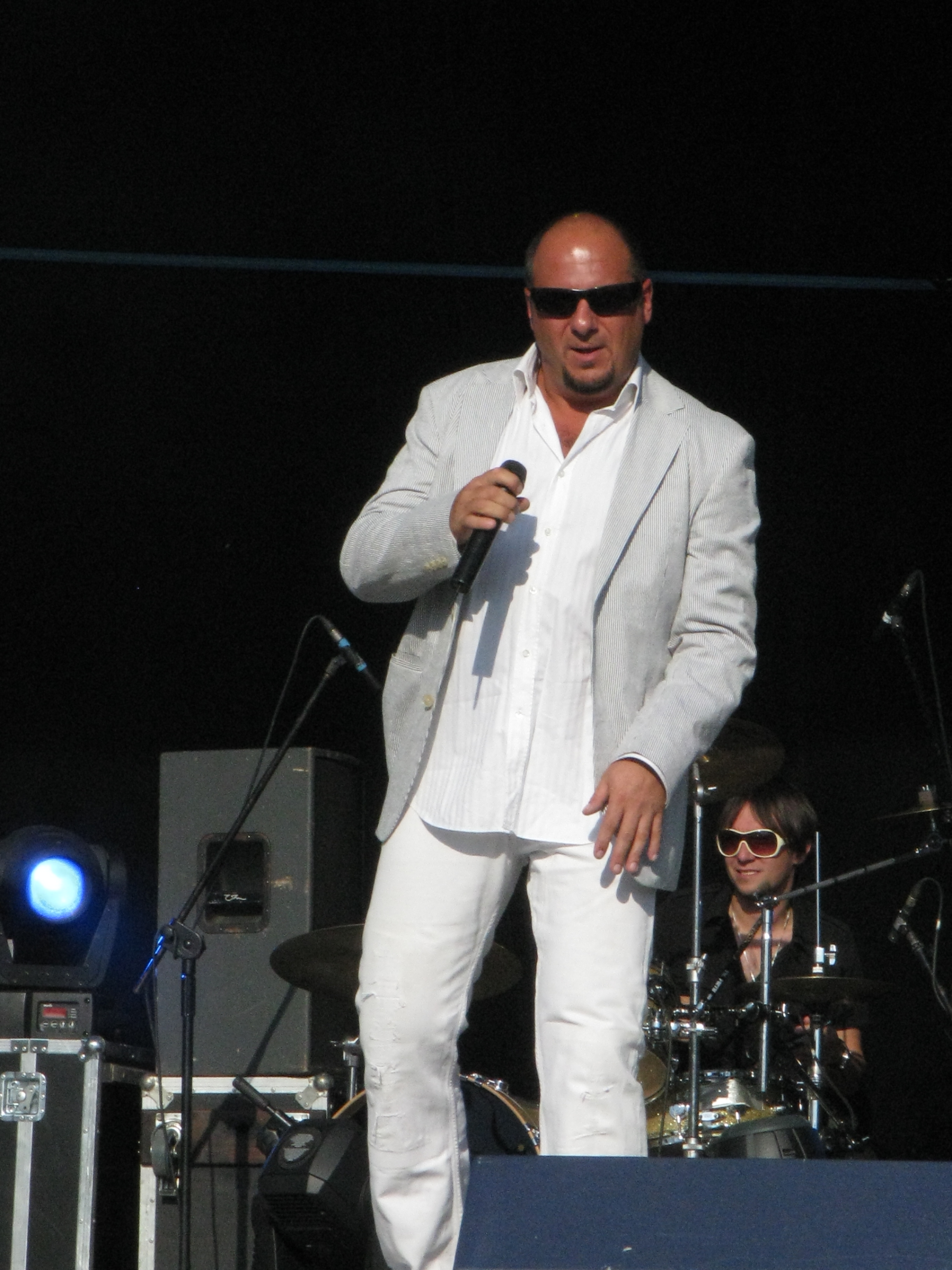
Piotr Gasowski (2008)

- 1992 : Aby do świtu... (pl)

## Prix et récompenses
- 1992 : prix festival Étape de la chanson (pl) à Wroclaw (avec Robert Rozmus (pl))
- 2011 : Prix du meilleur acteur pour sa performance dans Bożyszcze kobiet (Last Of The Red Hot Lovers) de Neil Simon au Festival national de la comédie Thalie (pl) à Tarnów[1]
- 2002 : prix Prometheus (Tworzenie Nagroda Artystyczna Polskiej Estrady „PROMETEUSZ”) pour ses « réalisations exceptionnelles dans l'art de la scène »